# Kristina Vengrytė
Kristina Vengrytė (Vilnius, 21 dicembre 1981) è un'ex cestista lituana.
Alta 186 cm, giocava come guardia.

## Carriera
Con la Lituania ha disputato due edizioni dei Campionati europei (2007, 2013).